# Paracynarctus
Paracynarctus es un género extinto de mamífero carnívoro perteneciente a la subfamilia Borophaginae incluida en la familia Canidae que habitó en América del Norte desde el Mioceno Superior hasta el Mioceno Medio, desde hace 20,6 hasta 13,6 millones de años (desde el Hemingfordiano hasta el Barstoviano); existió durante 7 millones de años.

## Registro fósil
Se han encontrado especìmenes en Delaware, California, Nebraska, Colorado, Nuevo México, Nevada, y Wyoming.

## Morfología
Se calculó la masa corporal de dos especímenes. Para el primero se estimó un peso de 8,57 kg de peso y el segundo en 8,18 kg.